# Selago nyasae
Selago nyasae är en flenörtsväxtart som beskrevs av Robert Allen Rolfe. Selago nyasae ingår i släktet Selago och familjen flenörtsväxter. Inga underarter finns listade i Catalogue of Life.